# Liriomyza alpicola
Liriomyza alpicola är en tvåvingeart som först beskrevs av Gabriel Strobl 1898.  Liriomyza alpicola ingår i släktet Liriomyza och familjen minerarflugor.
Artens utbredningsområde är Österrike. Inga underarter finns listade i Catalogue of Life.